# Juan Rojas Carvacho
Juan Daniel Rojas Carvacho (Chile, 1957) es un exfutbolista chileno. Conocido popularmente como Juan "Rápido" Rojas. Jugaba de delantero y militó en diversos clubes de Chile y México.

## Trayectoria
Debutó profesionalmente jugando por Deportes Aviación el 5 de julio de 1975, en el estadio Santa Laura con un triunfo sobre Universidad de Chile, por 2-1.
En su carrera, en Chile, actuó en Primera División en los equipos Deportes Aviación, Magallanes, Colo-Colo y Unión Española, y en la Primera División B (Segunda División) en los equipos de Independiente de Cauquenes, Coquimbo Unidos, Malleco Unido y Palestino de 1989.
Fue Seleccionado chileno disputando 12 partidos el año 1983.

## Clubes
| Club                       | País   | Año          |
| -------------------------- | ------ | ------------ |
| Deportes Aviación          | Chile  | 1975-1976    |
| Independiente de Cauquenes | Chile  | 1977-1978    |
| Coquimbo Unido             | Chile  | 1979         |
| Malleco Unido              | Chile  | 1980         |
| Magallanes                 | Chile  | 1981-1982    |
| Colo-Colo                  | Chile  | 1983-1985    |
| Unión Española             | Chile  | 1986-1988(1) |
| Atlético Potosino          | México | 1988-1989    |
| Palestino                  | Chile  | 1989         |

## Palmarés

### Campeonatos nacionales
| Título           | Club      | País  | Año  |
| ---------------- | --------- | ----- | ---- |
| Primera División | Colo-Colo | Chile | 1983 |
| Copa Chile       | Colo-Colo | Chile | 1985 |